# Liste des seigneurs de Careil
 (mars 2024).
La mise en forme du texte ne suit pas les recommandations de Wikipédia : il faut le « wikifier ».
Les points d'amélioration suivants sont les cas les plus fréquents. Le détail des points à revoir est peut-être précisé sur la page de discussion.
- Les titres sont pré-formatés par le logiciel. Ils ne sont ni en capitales, ni en gras.
- Le texte ne doit pas être écrit en capitales (les noms de famille non plus), ni en gras, ni en italique, ni en « petit »…
- Le gras n'est utilisé que pour surligner le titre de l'article dans l'introduction, une seule fois.
- L'italique est rarement utilisé : mots en langue étrangère, titres d'œuvres, noms de bateaux, etc.
- Les citations ne sont pas en italique mais en corps de texte normal. Elles sont entourées par des guillemets français : « et ».
- Les listes à puces sont à éviter, des paragraphes rédigés étant largement préférés. Les tableaux sont à réserver à la présentation de données structurées (résultats, etc.).
- Les appels de note de bas de page (petits chiffres en exposant, introduits par l'outil «  Source ») sont à placer entre la fin de phrase et le point final[comme ça].
- Les liens internes (vers d'autres articles de Wikipédia) sont à choisir avec parcimonie. Créez des liens vers des articles approfondissant le sujet. Les termes génériques sans rapport avec le sujet sont à éviter, ainsi que les répétitions de liens vers un même terme.
- Les liens externes sont à placer uniquement dans une section « Liens externes », à la fin de l'article. Ces liens sont à choisir avec parcimonie suivant les règles définies. Si un lien sert de source à l'article, son insertion dans le texte est à faire par les notes de bas de page.
- La présentation des références doit suivre les conventions bibliographiques. Il est recommandé d'utiliser les modèles {{Ouvrage}}, {{Chapitre}}, {{Article}}, {{Lien web}} et/ou {{Bibliographie}}. Le mode d'édition visuel peut mettre en forme automatiquement les références.
- Insérer une infobox (cadre d'informations à droite) n'est pas obligatoire pour parachever la mise en page.

Pour une aide détaillée, merci de consulter Aide:Wikification.
Si vous pensez que ces points ont été résolus, vous pouvez retirer ce bandeau et améliorer la mise en forme d'un autre article.
La liste des seigneurs de Careil, village de la commune française de Guérande, située dans le département de la Loire-Atlantique en région Pays de la Loire, peut être documentée nominativement à partir de la fin du XVe siècle, mais de façon lacunaire.
Jusqu'en 1789, Guérande, doyenné du diocèse de Nantes, relevait de la province de Bretagne, issue du duché de Bretagne (937-1532). 
Plusieurs familles se succèdent à la tête de la seigneurie de Careil de la fin du Moyen Âge à 1789 (fin des seigneuries) puis comme propriétaires du château de Careil de 1789 à nos jours.

## Famille Lecomte (fin duXVesiècle)
- vers 1470 : Pierre Lecomte (attesté en 1471 comme seigneur de Careil).
marié à Aliette de Quelen[1].
- vers 1500 : Marguerite Lecomte, sa fille ou sa sœur, héritière de la seigneurie
mariée à Guillaume du Bouays, seigneur de Baulac en Goven.

## Famille du Bouays ou du Bois (XVIesiècle)

Bouays : D'argent, au lion coupé de gueules et de sable, couronné de gueules..

- vers 1530 : Jean du Bouays (mort vers 1536), fils de Marguerite Lecomte, dame de Careil, et de Guillaume du Bouays, (attesté en 1535 comme seigneur de Careil)
marié à Françoise de Kermeno

- vers 1550-1570 : Jean II du Bouays (actif vers 1550-1570), probablement fils du précédent, peut être à l'origine des fortifications du château. En 1558, il figure parmi les nobles protestants de Bretagne. La terre de Careil est érigée en châtellenie par Charles IX en 1571 ; aveu de 1578[2].
marié à Aliénor de Condest

- vers 1590 : Esther du Bois (morte en 1597 à Rennes), dame de Careil en 1595.
mariée à René Marec'h de Montbarot, gouverneur de Rennes.

## Famille Marec'h (vers 1610)
- René Marec'h de Montbarot, lieutenant du roi au gouvernement de Bretagne.
marié à Esther du Bois de Baulac.
- Françoise Marec'h, fille du seigneur de Montbarrot, gouverneur de Rennes.
mariée à Samuel de la Chapelle en 1615, seigneur de la Roche-Giffart, Sion et Fougeray, chevalier de l'Ordre du roi.

## Famille de la Chapelle (vers 1620-1700)

Chapelle : D'argent aux 6 annelets d'azur 3,2,1.

- Samuel de la Chapelle (mort en 1626) fils de Louis de la Chapelle et de Marguerite Tillon[3],[4],[5]. fit hommage au roi pour Careil en 1617, à la suite de son mariage. En 1648, sa conversion à la foi catholique fait grand bruit.
marié à Françoise Marec'h (morte le 18 avril 1629), en 1615, qu'il enleva à son père.
- Marguerite Tillon rend aveu pour Careil en 1635, devenue tutrice de ses petits enfants.
- Henri de la Chapelle (-1652 Bataille du faubourg Saint-Antoine à Paris), marquis de Fougeray et seigneur de la Roche-Giffart et de Careil.
marié à Marguerite de Chamballan
- Henri de la Chapelle, fils du précédent, rend hommage au roi pour Careil en 1662. En 1674, il partage la châtellenie entre ses frères et sœurs.
- Henriette de la Chapelle sa sœur reçoit le château et la seigneurie. Aveu en 1681. En 1699, les deux parts sont vendues.
marié à René du Bois, comte de Saint-Gilles.

## Famille Charault (vers 1700)
- 1699-???? : Guillaume Charault, achète la seigneurie en 1699 ; il est maître des comptes en 1750
et Marie ou Jeanne (Le) Besson dont :
  - Sainte Charault, dame de Careil.
mariée à Louis-François de Foucher.

## Famille Foucher (vers 1760-1891)

Foucher : De sable, au lion d'argent..

- vers 1750 : Louis-François de Foucher (mort en 1771), chevalier, conseiller au parlement de Bretagne, seigneur du Perray, de Careil en 1748 et de la Feslière. Il entreprend la reconstitution de la châtellenie de Careil.
marié à Xaintes Charault dont :
  - Denis-Louis de Foucher de Careil, conseiller au parlement de Bretagne, mort sans postérité

marié à Marie-Anne-Jeanne Busnel dont :
  - vers 1780 : Guillaume-Paul Fidèle de Foucher, chevalier, seigneur de Careil en 1784[6].

- Louis François Foucher de Careil (1762-1835)

- Louis-Alexandre Foucher de Careil (1826-1891)